# Mexico op de Paralympische Winterspelen 2018
Mexico was een van de landen die deelnam aan de Paralympische Winterspelen 2018 in Pyeongchang, Zuid-Korea.

## Deelnemers en resultaten
(m) = mannen, (v) = vrouwen 

### Alpineskiën
| Paralympiër    | Onderdeel                 | Resultaat | Prestatie      |
| -------------- | ------------------------- | --------- | -------------- |
| Arly Velasquez | Afdaling, zittend (m)     | DNF       | Niet gefinisht |
| Arly Velasquez | Super G, zittend (m)      | 17e       | 1:32.67        |
| Arly Velasquez | Reuzenslalom, zittend (m) | DNF       | Niet gefinisht |

Andorra · Argentinië · Armenië · Australië · België · Bosnië en Herzegovina · Brazilië · Bulgarije · Canada · Chili · China · Denemarken · Duitsland · Finland · Frankrijk · Georgië · Griekenland · Groot-Brittannië · Hongarije · IJsland · Iran · Italië · Japan · Kazachstan · Kroatië · Mexico · Mongolië · Nederland · Nieuw-Zeeland · Noord-Korea · Noorwegen · Oekraïne · Oezbekistan · Oostenrijk · Polen · Roemenië · Servië · Slovenië · Slowakije · Spanje · Tadzjikistan · Tsjechië · Turkije · Verenigde Staten · Wit-Rusland · Zuid-Korea · Zweden · Zwitserland
Neutrale paralympische atleten